# Route nationale 618a
La route nationale 618a ou RN 618a était une route nationale française reliant Aramits à Oloron-Sainte-Marie. À la suite de la réforme de 1972, elle a été déclassée en RD 919.

## Ancien tracé d'Aramits à Oloron-Sainte-Marie (D 919)
- Aramits
- Ance
- Féas
- Oloron-Sainte-Marie